# تاكيشي ساتو
تاكيشي ساتو (باليابانية: 佐藤タケシ) هو مصارع محترف ياباني، ولد في 8 يونيو 1985 في طوكيو في اليابان.

## روابط خارجية
- تاكيشي ساتو على موقع CageMatch worker (الإنجليزية)